# Coupe de France 1954/55
Der Wettbewerb um die Coupe de France in der Saison 1954/55 war die 38. Ausspielung des französischen Fußballpokals für Männermannschaften. In diesem Jahr meldeten 1.162 Vereine.
Nach Abschluss der von den regionalen Untergliederungen des Landesverbands FFF organisierten Qualifikationsrunden griffen im Zweiunddreißigstelfinale auch die Erstligisten in den Wettbewerb ein. Titelverteidiger war der OGC Nizza, der in diesem Jahr erneut bis ins Halbfinale vorstieß. Den Pokal gewann Olympique Lille; für die Nordfranzosen war es bereits der fünfte Gewinn dieser Trophäe seit 1946, blieb dann allerdings für mehr als ein halbes Jahrhundert auch ihr letzter. Endspielgegner Girondins Bordeaux erreichte zum vierten Mal ein Finale um die Coupe de France, ging in diesem Jahr aber bereits zum dritten Mal als Verlierer vom Platz.
Erfolgreichster Amateurverein war mit dem SC Draguignan ein Drittligist, der sich erst im Viertelfinale geschlagen geben musste. Dort endete der Wettbewerb auch für den letzten verbliebenen Zweitdivisionär Le Havre AC.
Für das Zweiunddreißigstelfinale kehrte die FFF zu dem 1947 abgeschafften Modus zurück, die Spielansetzungen durch ihre Pokalkommission festlegen zu lassen und dabei Begegnungen zwischen zwei Erstligisten zu vermeiden. Ab dem Sechzehntelfinale wurden die Paarungen frei ausgelost. Spiele fanden ab dieser Runde auf neutralem Platz statt – darunter auch einige in Französisch-Nordafrika (Algier und Casablanca) –, die Einnahmen wurden geteilt. Endete eine Begegnung nach Verlängerung unentschieden, wurden solange Wiederholungsspiele ausgetragen, bis ein Sieger feststand.

## Zweiunddreißigstelfinale
Spiele am 6., Wiederholungsmatches zwischen 9. und 24. Februar 1955. Die jeweilige Spielklassenzugehörigkeit wird mit D1 bzw. D2 für die beiden Profiligen, CFA für die landesweite sowie DH und PH („Division d’Honneur“ rsp. „Promotion d’Honneur“) für die obersten regionalen Amateurligen angegeben.
| - FC Mulhouse CFA – Olympique Marseille D1 2:0 - RC Strasbourg D1 – ASCA Wittelsheim CFA 7:0 - Sporting Toulon D2 – SO Montpellier D2 5:0 - FC Sochaux D1 – CS Blénod DH 3:0 - JA Armentières CFA – US Valenciennes D2 2:3 - FC Nancy D1 – AS Saint-Étienne D1 4:3 - US Maubeuge CFA – Red Star Paris D2 1:0 - FC Nantes D2 – OSC Lille D1 2:3 - Le Havre AC D2 – Télé-Ménilles Sport Pacy PH 4:0 - FC Grenoble D2 – AS Decize DH 5:2 - AS Giraumont CFA – US Viesly DH 2:1 - SC Draguignan CFA – RC Vichy CFA 2:0 - FC Toulouse D1 – US Saint-Gaudens CFA 3:2 - USO Bruay CFA – CS Avion DH 2:1 - AS Cherbourg DH – FC Rouen D2 0:4 - RC Lens D1 – ASSB Oignies CFA 5:0 | - CO Roubaix-Tourcoing D1 – AS Monaco D1 3:3 n. V., 1:1 n. V., 4:0 - Stade Rennes UC D2 – US Saint-Malo DH 4:1 - Stade Reims D1 – CEP Lorient CFA 5:1 - US Quevilly CFA – RC Arras PH 6:3 - ES Piennes CFA – Olympique Alès D2 2:1 - Racing Paris D1 – Stade Français Paris D2 3:0 - FC Perpignan D2 – CA Paris D2 2:1 - Arago Sport Orléans CFA – FC Sète D2 3:1 - AS Béziers D2 – Olympique Nîmes D1 1:3 - OGC Nizza D1 – FC Annecy CFA 1:0 - UA Sedan-Torcy D2 – AS Hautmont DH 6:1 - RCFC Besançon D2 – FC Metz D1 1:1 n. V., 3:1 - SCO Angers D2 – CO Chambly PH 5:0 - AS Aix D2 – AS Troyes-Savinienne D1 4:1 - Olympique Lyon D1 – AS Cannes D2 3:2 - Girondins Bordeaux D1 – SO Cholet CFA 1:0 |

## Sechzehntelfinale
Spiele am 6., Wiederholungsmatches am 13. und 17. März 1955
| - RC Strasbourg D1 – US Valenciennes D2 2:0 - Sporting Toulon D2 – ES Piennes CFA 1:0 - FC Sochaux D1 – US Maubeuge CFA 4:0 - FC Nancy D1 – Olympique Nîmes D1 3:1 - OSC Lille D1 – FC Grenoble D2 3:0 - Le Havre AC D2 – Stade Rennes UC D2 2:0 - SC Draguignan CFA – US Quevilly CFA 1:1 n. V., 3:1 n. V. - FC Toulouse D1 – FC Mulhouse CFA 4:0 | - FC Rouen D2 – USO Bruay CFA 4:1 - CO Roubaix-Tourcoing D1 – RCFC Besançon D2 2:1 - Stade Reims D1 – Racing Paris D1 2:1 - Arago Sport Orléans CFA – FC Perpignan D2 2:1 - OGC Nizza D1 – AS Aix D2 4:0 - SCO Angers D2 – RC Lens D1 3:2 n. V. - Olympique Lyon D1 – UA Sedan-Torcy D2 0:0 n. V., 2:1 - Girondins Bordeaux D1 – AS Giraumont CFA 1:1 n. V., 4:1 n. V. |

## Achtelfinale
Spiele am 27. März, Wiederholungspartie am 7. April 1955
| - RC Strasbourg D1 – FC Sochaux D1 2:1 - FC Nancy D1 – Sporting Toulon D2 6:0 - OSC Lille D1 – Stade Reims D1 1:0 - Le Havre AC D2 – SCO Angers D2 1:0 | - SC Draguignan CFA – Arago Sport Orléans CFA 1:0 - FC Toulouse D1 – CO Roubaix-Tourcoing D1 5:2 - OGC Nizza D1 – Olympique Lyon D1 5:3 - Girondins Bordeaux D1 – FC Rouen D2 2:2 n. V., 1:0 |

## Viertelfinale
Spiele am 17. März, Wiederholungsmatch am 24. April 1955
| - RC Strasbourg D1 – FC Nancy D1 4:3 n. V. - OSC Lille D1 – FC Toulouse D1 1:0 | - OGC Nizza D1 – SC Draguignan CFA 1:1 n. V., 5:0 - Girondins Bordeaux D1 – Le Havre AC D2 1:0 |

## Halbfinale
Spiele am 8. Mai 1955
| - OSC Lille D1 – RC Strasbourg D1 4:0 | - Girondins Bordeaux D1 – OGC Nizza D1 3:2 |

## Finale
Spiel am 29. Mai 1955 im Stade Olympique Yves-du-Manoir in Colombes vor 49.411 Zuschauern
- Olympique Lille – Girondins Bordeaux 5:2 (4:1)

### Mannschaftsaufstellungen
Auswechslungen waren damals nicht möglich.
Olympique Lille: Jean Van Gool – Antoine Pazur, Guillaume Bieganski, Robert Lemaître – Roland Clauws, Marceau Somerlinck – Yvon Douis, André Strappe , Gérard Bourbotte, Jean Vincent, Bernard Lefèvre
Trainer: André Cheuva
Girondins Bordeaux: Jean-Guy Astresses – Simon Janczewski, Manuel Garriga, Jacques Grimonpon  – Jacques Debelleix, Joop de Kubber – Raymond Wozniesko, Édouard Kargulewicz, Abdelhamid Skander, Ben Mohammed Abdesselem, André Doye
Trainer: André Gérard
Schiedsrichter: Louis Fauquemberghe (Paris)

### Tore
1:0 Vincent (7.)

2:0 Douis (28.)

3:0 Douis (31.)

4:0 Bourbotte (35.)

4:1 Wozniesko (41.)

4:2 Skander (64.)

5:2 Bourbotte (75.)

### Besondere Vorkommnisse
Marceau Somerlinck hatte sämtliche fünf siegreichen Endspiele Olympiques bestritten; damit ist er bis heute (2011) der französische „Pokalkönig“. Jahrzehnte später stellten zwei Spieler (Dominique Bathenay 1983 und Alain Roche 1998) diesen Rekord ein, konnten ihn aber auch nicht überbieten – zudem ist Somerlinck weiterhin der einzige, dem dies für einen einzigen Verein gelang. Er trug auch noch Lilles Dress – in dem er außerdem auch zweimal Landesmeister geworden war –, als die Nordfranzosen zwölf Monate nach diesem Triumph in die Division 2 absteigen mussten.